# 1319
Năm 1319 (Số La Mã: MCCCXIX) là một năm thường bắt đầu vào thứ hai trong lịch Julius.